# 퍼지 논리
퍼지 논리(fuzzy logic)는 불분명한 상태, 모호한 상태를 참 혹은 거짓의 이진 논리에서 벗어난 다치성으로 표현하는 논리 개념이다. 퍼지 논리는 근사치나 주관적 값을 사용하는 규칙들을 생성함으로써 부정확함을 표현할 수 있는 규칙 기반기술(rule-based technology)이다.

## 개요
퍼지 논리는 자연 언어 등의 애매함을 정량적으로 표현하기 위하여 1965년 미국 버클리대학교의 L. A. 자데(Zadeh) 교수에 의해 도입된 퍼지 집합의 사고방식을 기초로 하고 있다.
퍼지 집합의 개념은 각 대상이 어떤 모임에 속한다 또는 속하지 않는다는 이진법 논리로부터 벗어나, 각 대상이 그 모임에 속하는 정도를 소속함수(membership function)로 나타내고 그 소속함수를 대응되는 대상과 함께 표기하는 집합이다.
또한 퍼지측도(fuzzy measure)는 일반집합 A에서 위치가 애매한 원소 a가 A의 부분집합 P에 속한다는 말의 애매한 정도를 나타냄으로써 a와 A의 관계를 a가 A에 수학적으로 연속적인 소속성을 갖도록 표현한다.
퍼지의 원리는 모든 것이 정도의 문제라고 주장한다. 퍼지성은 둘 또는 그 이상 아마도 무한한 선택의 여지가 있는 스펙트럼을 의미한다. 퍼지성은 2진법이 아니라 흑과 백 사이의 무한한 회색의 농도인 아날로그를 의미한다.

## 확률론과의 차이
퍼지 이론은 확률 이론과 근본적으로 다르다. 어떤 사람이 부엌과 침실 사이의 문간에 서 있다고 할 때, "그 사람은 50% 부엌, 50% 침실에 서 있다" 라고 말하는 것과 "그 사람은 50%의 확률로 부엌에 있거나 50% 확률로 침실에 있다"라고 말하는 것은 다르다.
퍼지 이론은 "회색 이론"이라는 별명으로도 불린다. 왜냐하면 흑백 사이의 수많은 회색을 상정하기 때문이다. 그리고 이 개념을 표현하는 방식으로 "매우", "조금", "약간", "보통의"라는 언어적 형용사를 사용한다. 그렇기 때문에 퍼지 이론을 "비수학적"이라고 생각하는 사람도 있다.

## 응용
최근 퍼지이론을 응용하여 인간의 사고 능력에 가까운 기능을 구현하는 연구가 활발하게 진행되고 있으며, 가전제품, 자동제어 분야에 응용한 제품이 출현하였다.
주요 응용분야인 퍼지제어기는 퍼지화기(fuzzifier), 규칙 베이스(rule base), 퍼지 추론기(fuzzy inference engine), 비퍼지화기(defuzzifier)로 구성되어 있다. 퍼지제어기는 복잡한 비선형 시스템의 제어시 퍼지집합을 분할하여 각 영역에 따른 규칙 베이스를 구성하면 기존의 비선형 제어기에 비해 훌륭한 성능을 얻을 수 있다.

## 퍼지 이론 사용의 실례
- ABS 혹은 순항 통제
- 에어컨의 인공지능 온도 조절 기능
- 반지의 제왕 영화의 CG를 담당한 MASSIVE 엔진의 기본 알고리즘.
- 카메라
- 디지털 이미지 프로세싱. 이미지의 경계를 찾아내는 것 같은 일들을 퍼지 엔진이 수행한다.
- 전기 밥솥
- 식기 세척기
- 엘리베이터
- 컴퓨터 게임의 인공지능
- 엘리베이터 교통 흐름 분석

퍼지 이론을 사용한 마이크로프로세서도 현재 시중에 출시되었다.

## 같이 보기
- 퍼지 집합